# Ruine Hohenlandenberg
Die Ruine Hohenlandenberg, auch Hochlandenberg genannt, ist die Ruine einer auf einem Felsvorsprung erbauten Höhenburg auf 794 m ü. M. in der Gemeinde Wila im schweizerischen Kanton Zürich.
Die Burg wurde vermutlich gegen 1300  von den Herren von Landenberg gegründet. Urkundlich erwähnt wird sie 1300.  Sie stand auf einem künstlich abgeflachten länglichen Plateau und war durch zwei Halsgräben im Süden und einen im Norden geschützt.
Die Burg war eine Nebenburg der Landenberger. 1344 wurde sie von den Zürchern und Habsburgern zerstört, offenbar hatte  sich der Burgherr Beringer II. von Hohenlandenberg der Räuberei und Falschmünzerei schuldig gemacht.  Beringer kam während der Zürcher Mordnacht ums Leben.
Steine der zerfallenden Ruine wurden beim Bau der ersten Baumwollspinnerei in Turbenthal verwendet. Die heute sichtbaren Reste der Grundmauern wurden im Winter 1925/26 freigelegt.

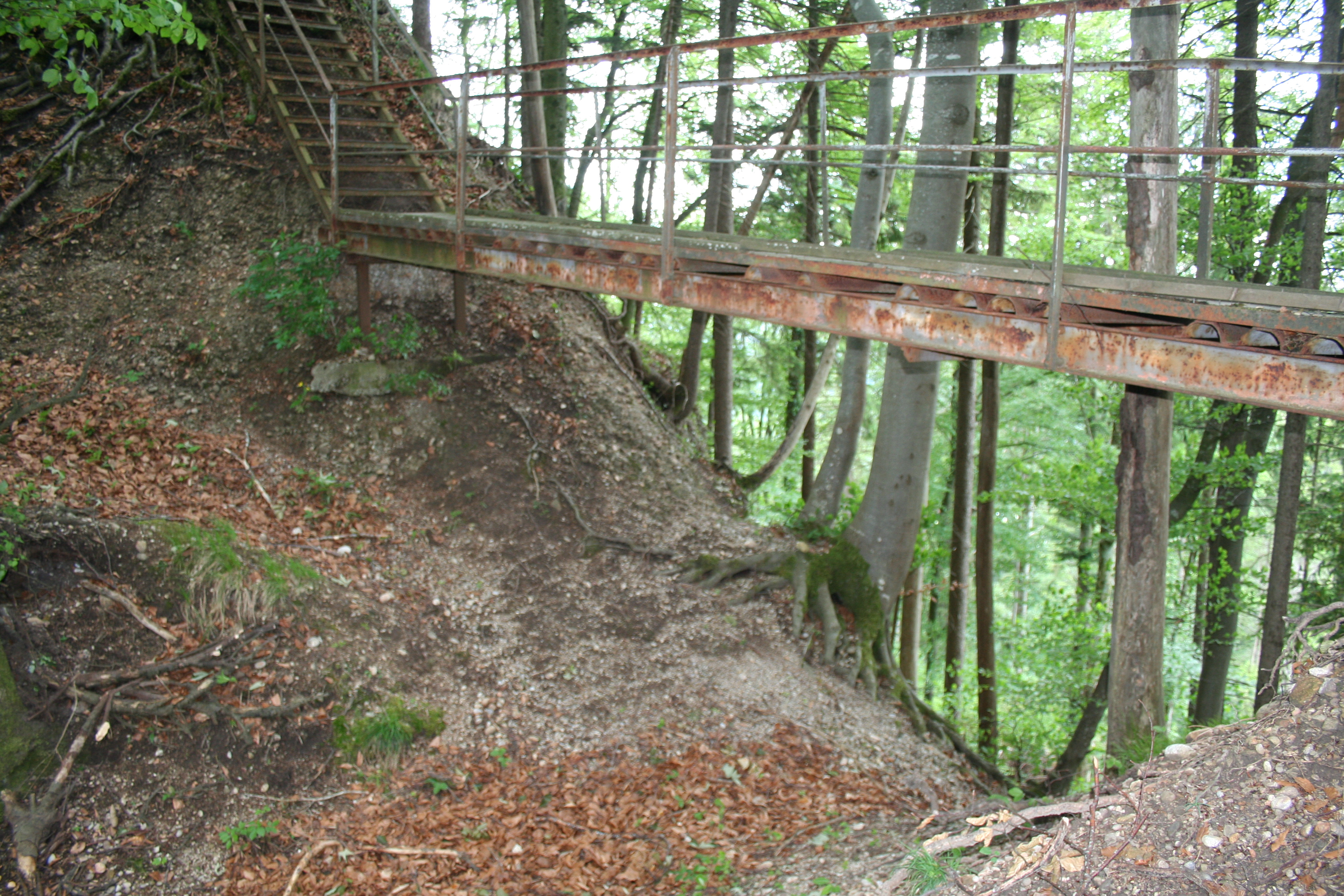
Halsgraben im Norden
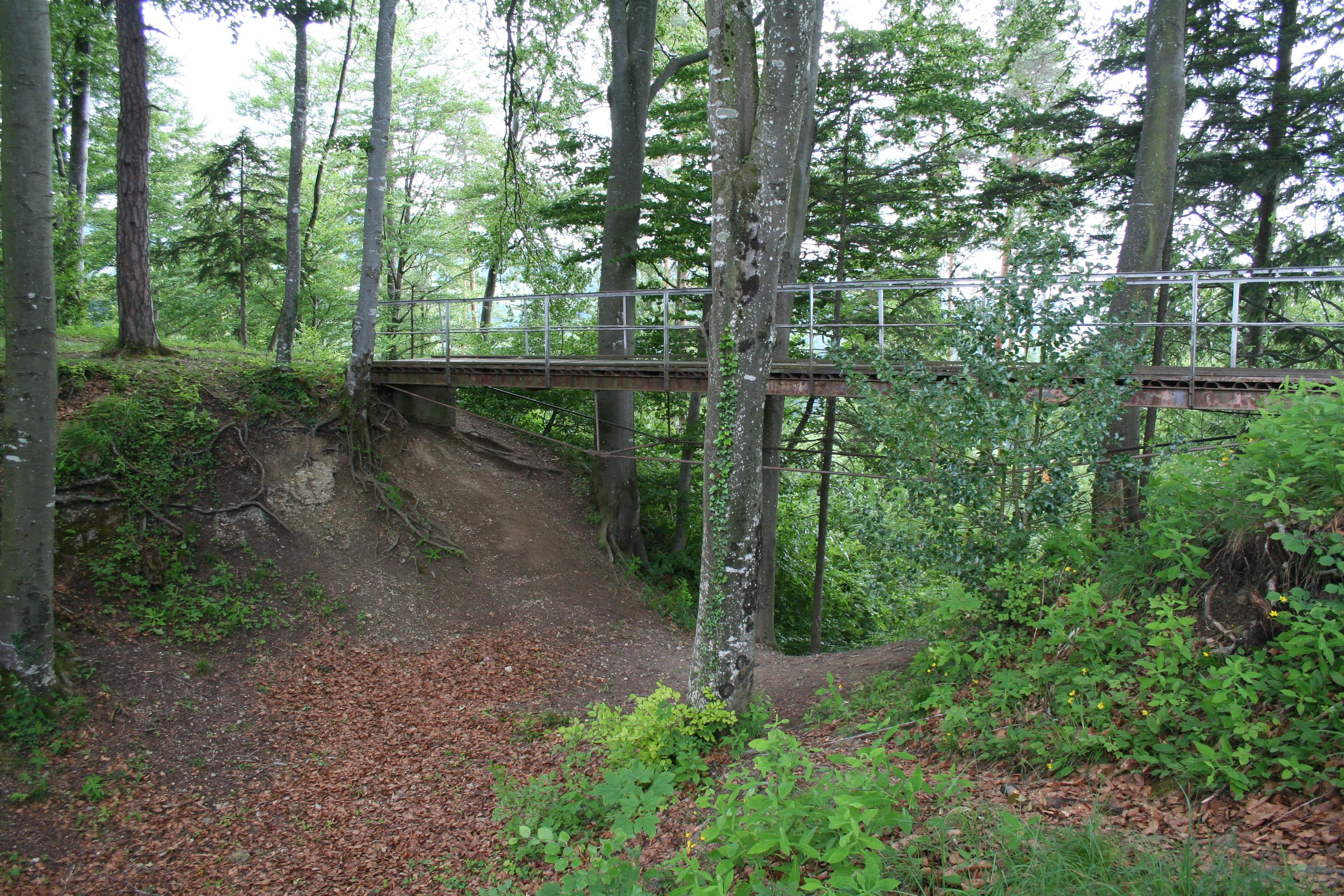
Erster Halsgraben im Süden
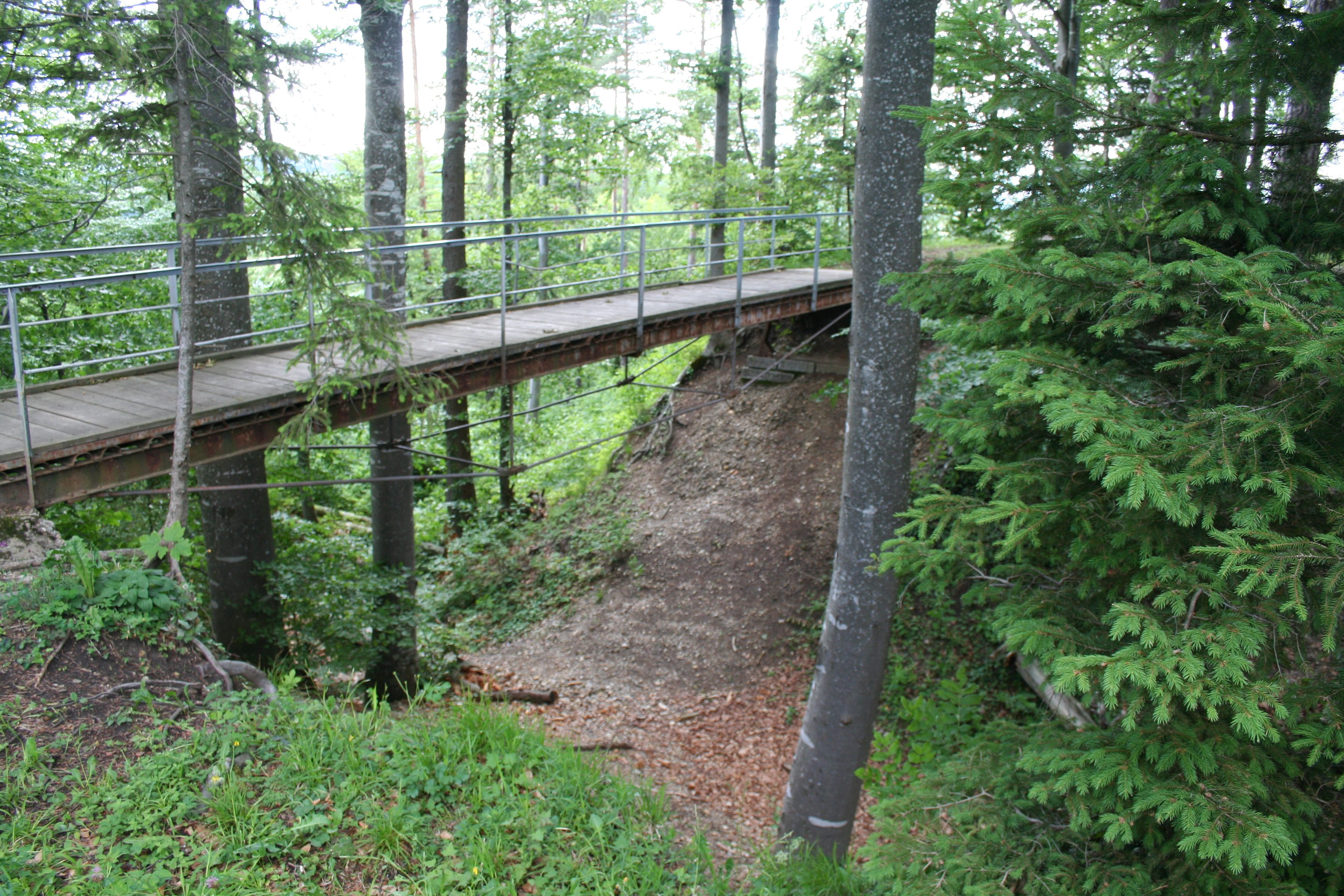
Zweiter Halsgraben im Süden
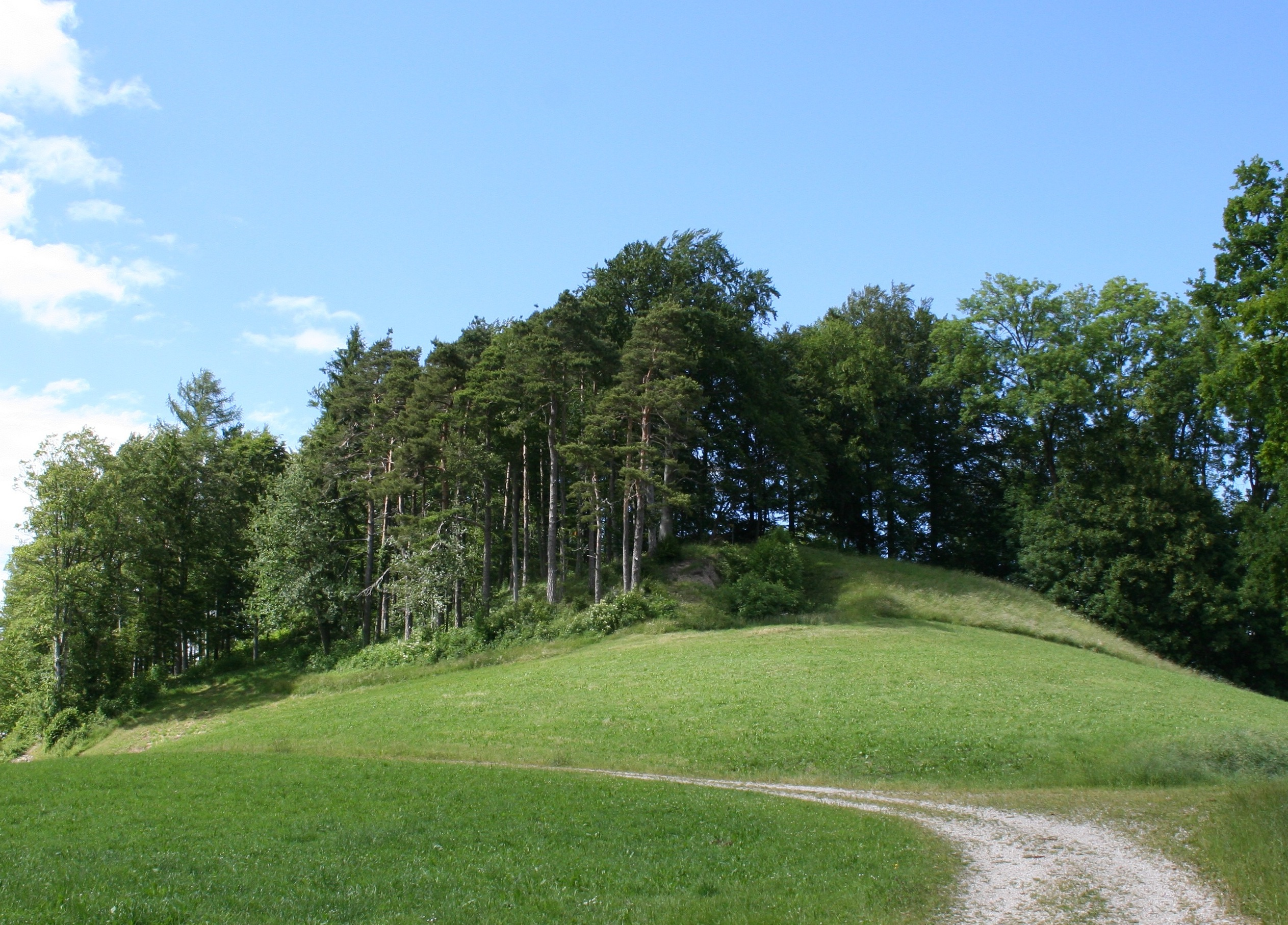
Burghügel
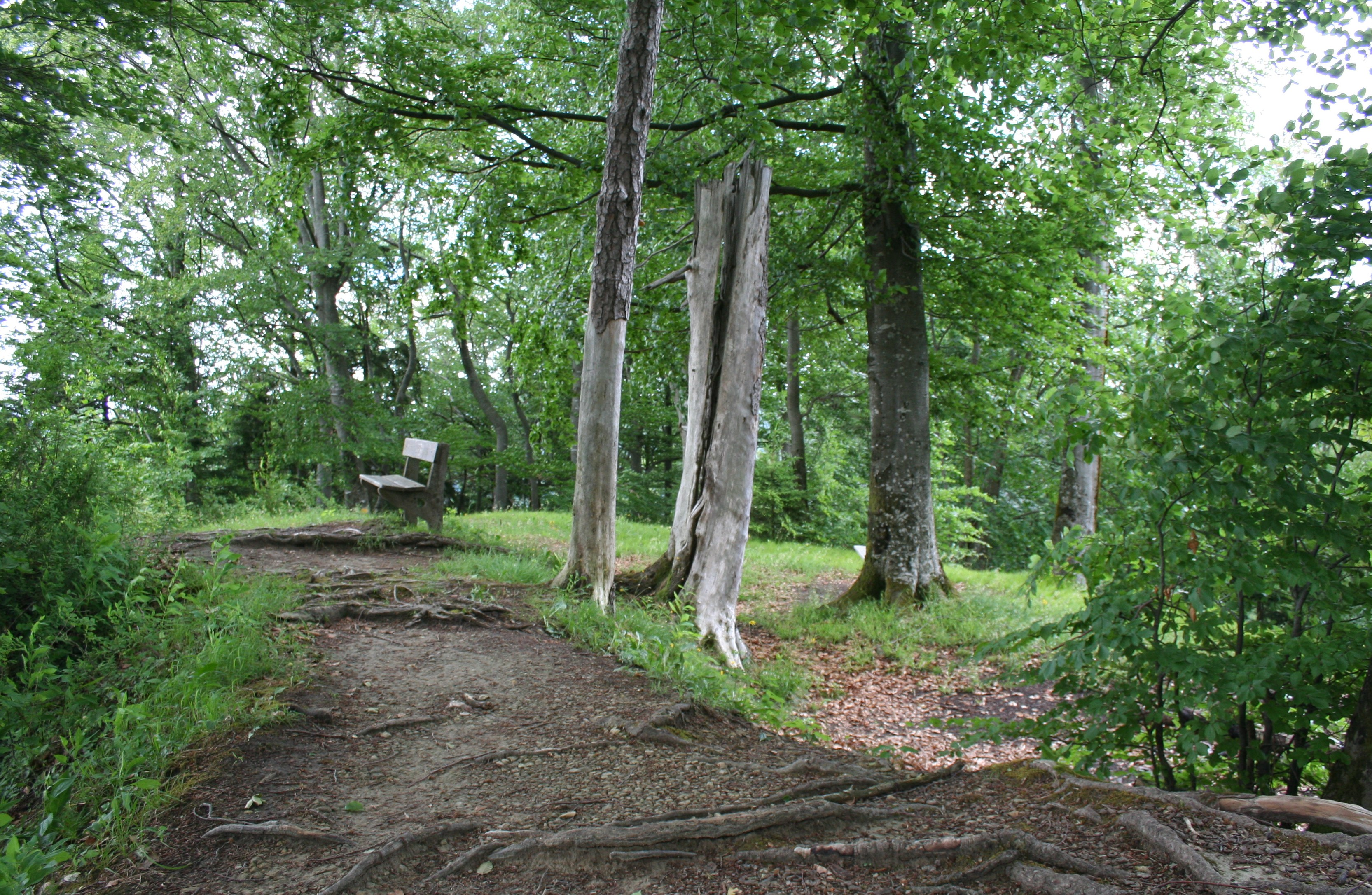
Burgplateau nach Norden
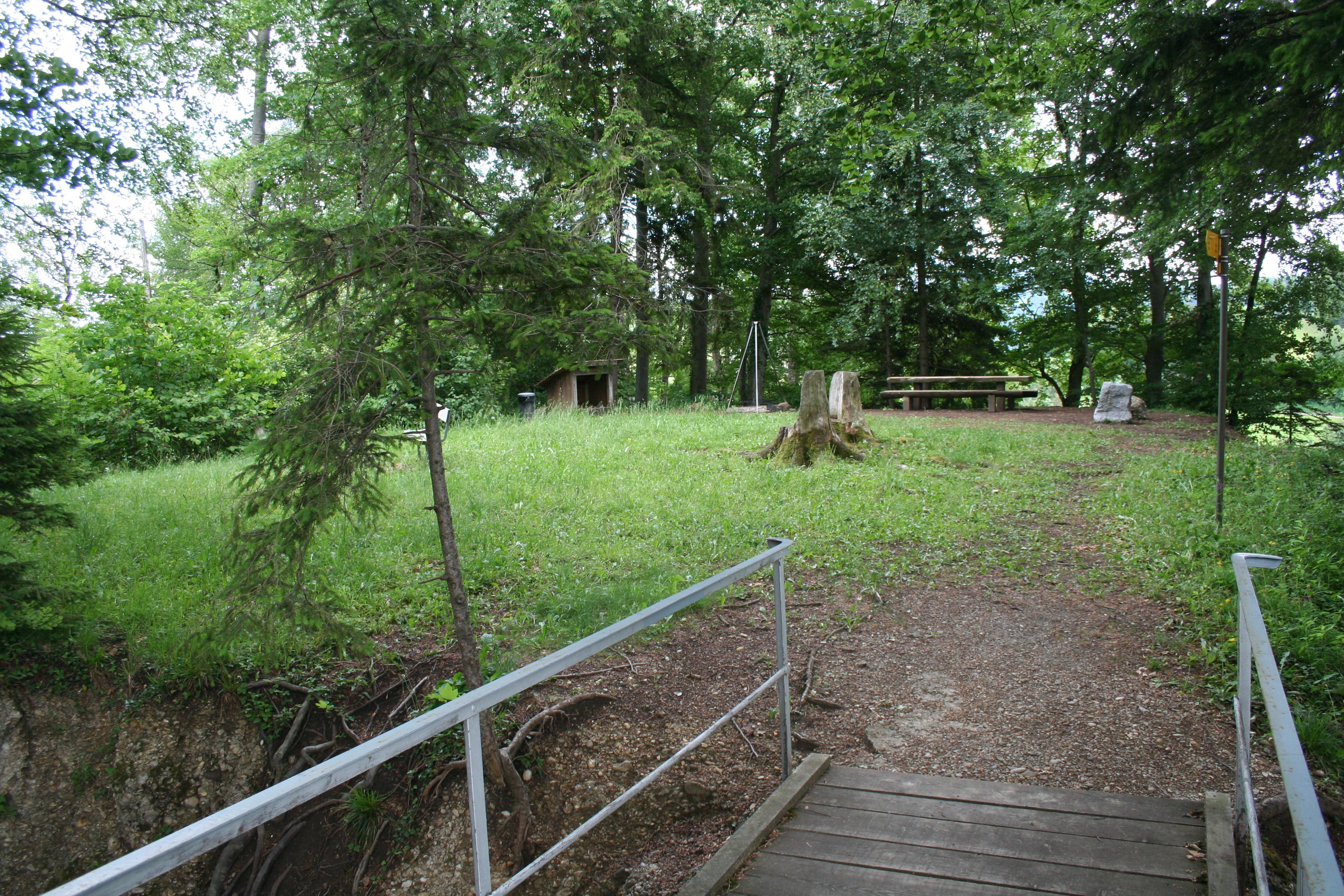
Burgplateau nach Süden